# Фугун
26°54′26″ пн. ш. 98°52′04″ сх. д. / 26.90715° пн. ш. 98.86764° сх. д.
Фугун (кит. 福贡县, пін. Fúgòng Xiàn) — один із повітів КНР у складі Нуцзян-Лісуської автономної префектури, провінція Юньнань. Адміністративний центр — містечко Шанпа.

## Географія
Фугун лежить у горах Гендуаншань на північному заході провінції, у долині річки Салуїн.

### Клімат
Повіт знаходиться у зоні, котра характеризується океанічним кліматом субтропічних нагір'їв. Найтепліший місяць — серпень із середньою температурою 23,3 °C. Найхолодніший місяць — січень, із середньою температурою 9,8 °С.
| Клімат повіту Фугун     | Клімат повіту Фугун | Клімат повіту Фугун | Клімат повіту Фугун | Клімат повіту Фугун | Клімат повіту Фугун | Клімат повіту Фугун | Клімат повіту Фугун | Клімат повіту Фугун | Клімат повіту Фугун | Клімат повіту Фугун | Клімат повіту Фугун | Клімат повіту Фугун | Клімат повіту Фугун |
| Показник                | Січ.                | Лют.                | Бер.                | Квіт.               | Трав.               | Черв.               | Лип.                | Серп.               | Вер.                | Жовт.               | Лист.               | Груд.               | Рік                 |
| Середній максимум, °C   | 18,8                | 19,2                | 20                  | 22,4                | 26,4                | 28,6                | 29,2                | 29,7                | 28,3                | 25,4                | 22,6                | 19,9                | 24,2                |
| Середня температура, °C | 9,8                 | 11,5                | 13,5                | 16,2                | 19,9                | 22,6                | 23,3                | 23,3                | 21,8                | 18,4                | 13,6                | 10,1                | 17                  |
| Середній мінімум, °C    | 4,8                 | 7                   | 9,7                 | 12,5                | 15,8                | 18,8                | 19,7                | 19,7                | 18,5                | 14,8                | 9,1                 | 5,1                 | 13                  |
| Норма опадів, мм        | 56.9                | 125.4               | 232.9               | 226.3               | 146.8               | 118.7               | 143.2               | 114                 | 112.1               | 125.4               | 40.8                | 28                  | 1470.5              |
| Вологість повітря, %    | 73                  | 74                  | 77                  | 80                  | 79                  | 82                  | 83                  | 83                  | 83                  | 82                  | 79                  | 76                  | 79.3                |
| ----------------------- | ------------------- | ------------------- | ------------------- | ------------------- | ------------------- | ------------------- | ------------------- | ------------------- | ------------------- | ------------------- | ------------------- | ------------------- | ------------------- |
| Джерело: data.cma.cn    |                     |                     |                     |                     |                     |                     |                     |                     |                     |                     |                     |                     |                     |